# Italo Campanini
Italo Campanini (ur. 30 czerwca 1845 w Parmie, zm. 22 listopada 1896 w Corcagnano) – włoski śpiewak operowy, tenor.

## Życiorys
Był synem kowala i bratem dyrygenta Cleofonte Campaniniego. W młodości walczył w armii Giuseppe Garibaldiego i został ranny. Śpiewu uczył się w Parmie u Giuseppe Griffiniego i w Mediolanie u Francesco Lampertiego, na scenie zadebiutował w 1863 roku jako Oloferno Vitellozzo w Lukrecji Borgii Gaetano Donizettiego. W 1871 roku wziął udział we włoskiej premierze Lohengrina Richarda Wagnera w Bolonii. Koncertował m.in. w Wiedniu, Londynie, Petersburgu, Moskwie i Nowym Jorku. W 1883 roku uczestniczył w przedstawieniu Fausta Charles’a Gounoda podczas uroczystego otwarcia gmachu nowojorskiej Metropolitan Opera. W 1894 roku zakończył karierę sceniczną.